# إيفينبروديل
إيفينبروديل (بالإنجليزية: Ifenprodil)‏ هو مثبط لمستقبل ن-مثيل-د-أسبارتات. بالإضافة إلى ذلك، يثبط إيفينبروديل قناة البوتاسيوم المقترنة بالبروتين ج داخليًا ويتفاعل مع مستقبلات ألفا 1 الأدرينالية والسيروتونين وسيغما.